# محوطه هوس
محوطه هوس مربوط به سده‌های ۱۲ و ۹ ه‍.ق است و در شهرستان فریمان، بخش مرکزی، روستای هوس واقع شده و این اثر در تاریخ ۱۷ مرداد ۱۳۸۳ با شمارهٔ ثبت ۱۱۰۳۰ به‌عنوان یکی از آثار ملی ایران به ثبت رسیده است.